# سامانه تنظیم‌کننده خودکار
سیستم تنظیم‌کننده خودکار (Automatic Regulator System) یک سیستم کنترل پسخوردی است که در آن ورودی مبنا یا خروجی مطلوب نسبت به زمان یا ثابت است یا به آهستگی تغییر می‌کند . و وظیفه اصلی آن ابقا خروجی واقعی در مقدار مطلوب در حضور اغتشاشات است .
سیستم گرمایش منازل که در آن ترموستات کنترل‌کننده است ، نمونه ای از سیستمهای تنظیم‌کننده خودکار است .
در مهندسی الکترونیک ، سیستمهای تنظیم‌کننده خودکار عبارتند از سیستمهای کنترل خودکار کمیتهای الکتریکی نظیر ولتاژ ، جریان و فرکانس .